# Gaeta Calcio 1931
Gaeta Calcio 1931 là một câu lạc bộ bóng đá Ý đến từ Gaeta, Lazio. Đội bóng hiện tại thi đấu ở Eccellenza.

## Lịch sử
Câu lạc bộ được thành lập vào năm 1931 với tên Associazione Calcio Aquilotti và sau đó được đổi tên thành Polisportiva Gaeta, trước khi lấy tên hiện tại.
Trong mùa 2011-12, đội đã xuống hạng Eccellenza.

## Màu sắc và huy hiệu
Màu của đội là trắng và đỏ.